# Gravelines

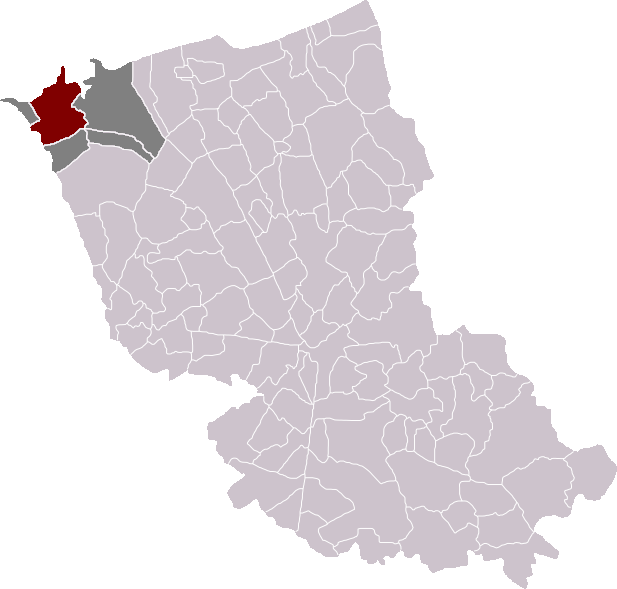
Localització de Gravelines

Gravelines (en neerlandès Grevelingen) és un municipi francès, situat a la regió dels Alts de França, al departament del Nord, que forma part de la Westhoek. L'any 2006 tenia 11.828 habitants. Històricament, pertanyia al Comtat de Flandes.

## Demografia
| Evolució de la població Ehess i INSEE |       |       |       |       |       |       |       |       |
| 1793                                  | 1800  | 1806  | 1821  | 1831  | 1836  | 1841  | 1846  | 1851  |
| 2 800                                 | 2 727 | 2 781 | 3 570 | 4 193 | 4 542 | 5 357 | 5 582 | 5 678 |

| 1856  | 1861  | 1866  | 1872 | 1876  | 1881  | 1886  | 1891  | 1896  |
| ----- | ----- | ----- | ---- | ----- | ----- | ----- | ----- | ----- |
| 5 819 | 6 428 | 6 510 | 327  | 7 833 | 8 416 | 5 943 | 5 952 | 5 907 |

| 1901  | 1906  | 1911  | 1921  | 1926  | 1931  | 1936  | 1946  | 1954  |
| ----- | ----- | ----- | ----- | ----- | ----- | ----- | ----- | ----- |
| 6 202 | 6 284 | 5 898 | 5 255 | 5 448 | 5 459 | 5 573 | 5 189 | 6 282 |

| 1962  | 1968  | 1975  | 1982   | 1990   | 1999   | 2006 | 2011 | 2016 |
| ----- | ----- | ----- | ------ | ------ | ------ | ---- | ---- | ---- |
| 7 220 | 8 167 | 9 039 | 11 576 | 12 336 | 12 430 | -    | -    | -    |

| 2019 | - | - | - | - | - | - | - | - |
| ---- | - | - | - | - | - | - | - | - |
| -    | - | - | - | - | - | - | - | - |

## Administració
| Període   | Identitat                  | Partit |
| --------- | -------------------------- | ------ |
| 1904-1919 | Urbain Valentin            |        |
| 1919-1929 | Daniel Haemers             |        |
| 1929-1932 | Hector Vendiesse           |        |
| 1932-1935 | Charles Cirot              |        |
| 1935-1941 | Hector Vendiesse           |        |
| 1942-1944 | Charles Auguste Merlen     |        |
| 1944-1947 | Victor Cirot               |        |
| 1947-1965 | Albert Denvers             | PS     |
| 1965-1977 | Marguerite Denvers-Sockeel | PS     |
| 1977-1995 | Albert Denvers             | PS     |
| 1995-2001 | Léon Panier                |        |
| 2001-     | Bertrand Ringot            | PS     |

## Història

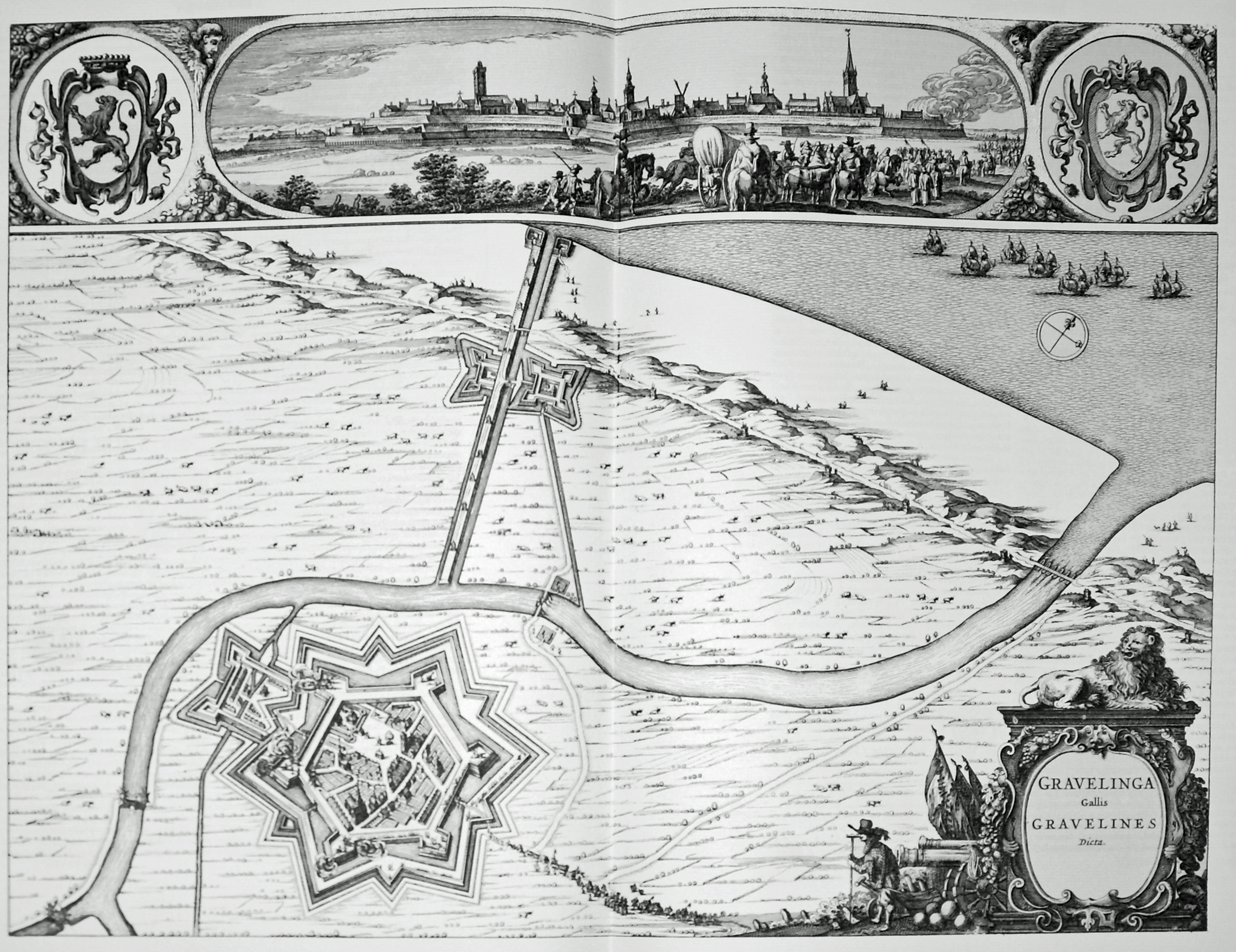
Mapa de Gravelines al 1641 a la Flandria Illustrata d'Antoon Sanders

El 1558 a la Guerra dels Vuitanta Anys, l'exèrcit anglès va atacar l'exèrcit espanyol devant Gravelines al comtat de Flandes. El 1664, França va annexionar la ciutat.

## Galeria d'imatges

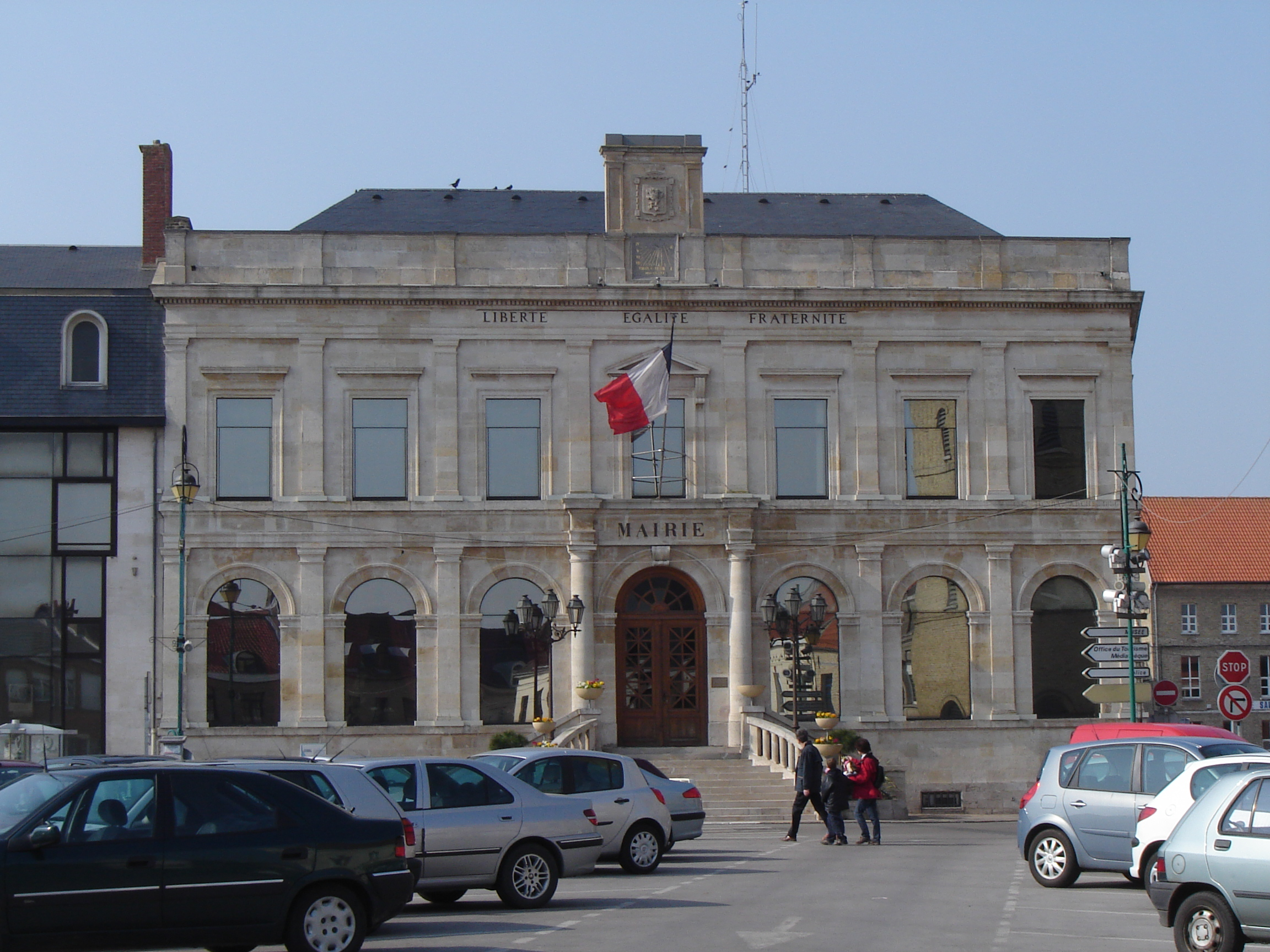
Ajuntament
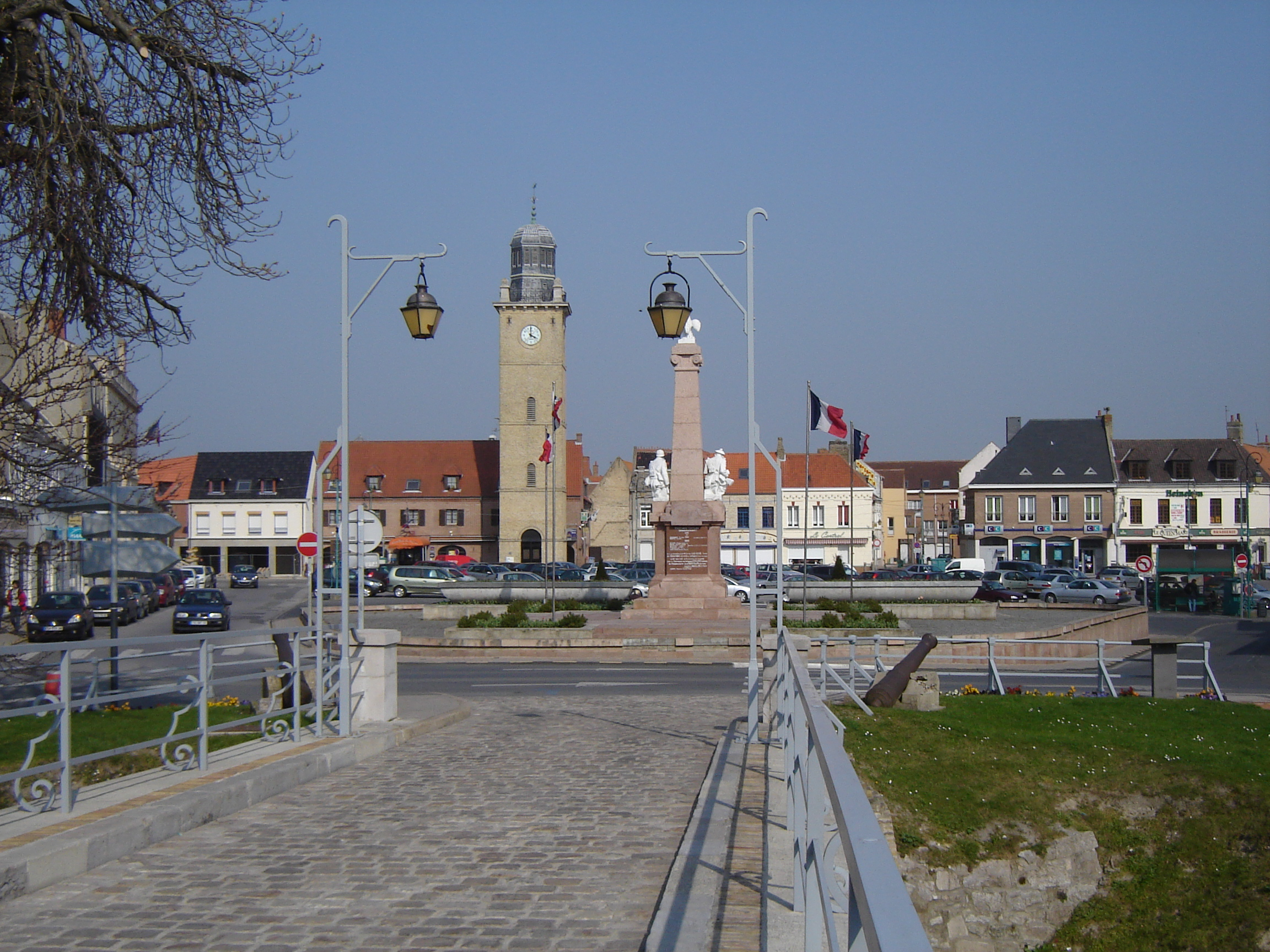
Plaça Charles Valentin
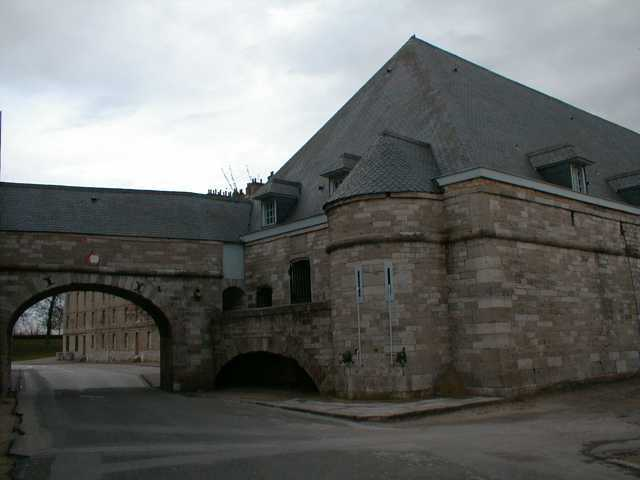
La cisterna militar

## Agermanaments
- Fáskrúðsfjörður
- Biblis (Hessen)
- Dartford